# 2016–2017-es UEFA-bajnokok ligája (selejtezők)
A 2016–2017-es UEFA-bajnokok ligája selejtezőit négy fordulóban bonyolították le 2016. június 28. és augusztus 24. között. A rájátszás párosításainak győztesei jutottak be a 2016–2017-es UEFA-bajnokok ligája csoportkörébe.

## Fordulók és időpontok
| Forduló         | Sorsolás dátuma           | 1. mérkőzés            | 2. mérkőzés            |
| --------------- | ------------------------- | ---------------------- | ---------------------- |
| 1. selejtezőkör | 2016. június 20., 12:00   | 2016. június 28–29.    | 2016. július 5–6.      |
| 2. selejtezőkör | 2016. június 20., 12:00   | 2016. július 12–13.    | 2016. július 19–20.    |
| 3. selejtezőkör | 2016. július 15., 12:00   | 2016. július 26–27.    | 2016. augusztus 2–3.   |
| Rájátszás       | 2016. augusztus 5., 12:00 | 2016. augusztus 16–17. | 2016. augusztus 23–24. |

Az időpontok közép-európai idő/közép-európai nyári idő szerint értendők.

## 1. selejtezőkör

### 1. selejtezőkör, kiemelés
Az első selejtezőkörben 8 csapat játszott a továbbjutásért. Sorsolás előtt a csapatok UEFA-együtthatója alapján sorba rendezték a résztvevőket, majd minden kiemelthez egy-egy kiemelés nélkülit párosítottak.
| Kiemelt                                                  | Nem kiemelt                                       |
| -------------------------------------------------------- | ------------------------------------------------- |
| The New Saints Valletta FC Flora Tallinn FC Santa Coloma | B36 Tórshavn Lincoln Red Imps Alashkert Tre Penne |

### 1. selejtezőkör, párosítások
| 1. csapat       | Össz.Tooltip Aggregate score | 2. csapat        | 1. mérk. | 2. mérk. |
| --------------- | ---------------------------- | ---------------- | -------- | -------- |
| Flora Tallinn   | 2–3                          | Lincoln Red Imps | 2–1      | 0–2      |
| The New Saints  | 5–1                          | Tre Penne        | 2–1      | 3–0      |
| Valletta FC     | 2–2 (i.g.)                   | B36 Tórshavn     | 1–0      | 1–2      |
| FC Santa Coloma | 0–3                          | Alashkert        | 0–0      | 0–3      |

### 1. selejtezőkör, mérkőzések
| 2016. június 28. 18:00 |

| Flora Tallinn           | 2–1               | Lincoln Red Imps |
| ----------------------- | ----------------- | ---------------- |
| Alliku 35' Sappinen 49' | (1–0) Jegyzőkönyv | J. Chipolina 57' |

| A. Le Coq Arena, Tallinn Játékvezető: Rob Harvey (ír) |

| 2016. július 6. 19:00 |

| Lincoln Red Imps                         | 2–0               | Flora Tallinn |
| ---------------------------------------- | ----------------- | ------------- |
| J. Chipolina 15' (11-esből) Calderón 79' | (1–0) Jegyzőkönyv |               |

| Victoria Stadion, Gibraltár Játékvezető: Alain Durieux (luxemburgi) |

| 2016. június 28. 20:00 |

| The New Saints         | 2–1               | Tre Penne      |
| ---------------------- | ----------------- | -------------- |
| Quigley 13' Mullan 40' | (2–1) Jegyzőkönyv | Fraternali 16' |

| Park Hall, Oswestry Játékvezető: Trustin Farrugia Cann (máltai) |

| 2016. július 5. 20:30 |

| Tre Penne | 0–3               | The New Saints                     |
| --------- | ----------------- | ---------------------------------- |
|           | (0–1) Jegyzőkönyv | Quigley 45' Edwards 47' Draper 90' |

| Olimpiai Stadion, Serravalle Játékvezető: Lorenc Jemini (Albán) |

| 2016. június 28. 19:00 |

| Valletta FC | 1–0               | B36 Tórshavn |
| ----------- | ----------------- | ------------ |
| Falcone 69' | (0–0) Jegyzőkönyv |              |

| Hibernians Stadium, Paola Játékvezető: Radu Petrescu (román) |

| 2016. július 5. 19:00 |

| B36 Tórshavn                   | 2–1               | Valletta FC |
| ------------------------------ | ----------------- | ----------- |
| Thorleifsson 11' Agnarsson 66' | (1–1) Jegyzőkönyv | Falcone 24' |

| Gundadalur, Tórshavn Játékvezető: Roomer Tarajev (észt) |

| 2016. június 28. 20:00 |

| FC Santa Coloma | 0–0         | Alashkert |
| --------------- | ----------- | --------- |
|                 | Jegyzőkönyv |           |

| Estadi Comunal d’Andorra la Vella, Andorra la Vella Játékvezető: Alex Troleis (feröeri) |

| 2016. július 5. 17:00 |

| Alashkert                                          | 3–0               | FC Santa Coloma |
| -------------------------------------------------- | ----------------- | --------------- |
| V. Minasyan 12' Gyozalyan 84' Artur Yedigaryan 88' | (1–0) Jegyzőkönyv |                 |

| Vazgen Sargsyan Republican Stadium, Jereván Játékvezető: Alexandr Aliyev (kazak) |

## 2. selejtezőkör

### 2. selejtezőkör, kiemelés
A 2. selejtezőkörben 34 csapat játszott a továbbjutásért. Az 1. selejtezőkör 4 továbbjutójához 30 csapat csatlakozott. Sorsoláskor a csapatok aktuális UEFA-együtthatója alapján sorba rendezték a résztvevőket, földrajzi elhelyezkedésük alapján 3 csoportba sorolták, majd a csoportokon belül minden kiemelthez egy-egy kiemelés nélkülit párosítottak.
| 1. csoport                                                       | 1. csoport                                                                  | 2. csoport                                                                            | 2. csoport                                                                                      | 3. csoport                                                   | 3. csoport                                                                   |
| Kiemelt                                                          | Nem kiemelt                                                                 | Kiemelt                                                                               | Nem kiemelt                                                                                     | Kiemelt                                                      | Nem kiemelt                                                                  |
| ---------------------------------------------------------------- | --------------------------------------------------------------------------- | ------------------------------------------------------------------------------------- | ----------------------------------------------------------------------------------------------- | ------------------------------------------------------------ | ---------------------------------------------------------------------------- |
| Red Bull Salzburg Dinamo Zagreb Qarabağ Sheriff Tiraspol Trenčín | F91 Dudelange Hapóél Beér-Seva Olimpija Ljubljana Vardar Liepājas Metalurgs | APÓEL Legia Warszawa Ludogorec Razgrad Asztana FK FK Partizani Tirana Dinamo Tbiliszi | Žalgiris Vilnius The New Saints (T) Ferencváros Zrinjski Mostar Alashkert (T) Mladost Podgorica | Celtic BATE Bariszav FC København Rosenborg Crvena zvezda FH | Lincoln Red Imps (T) IFK Norrköping Crusaders Valletta FC (T) Dundalk FC SJK |

Jegyzetek
- T: Az 1. selejtezőkörből továbbjutott csapat, a sorsoláskor nem volt ismert.
- A dőlt betűvel írt csapatok az 1. selejtezőkörben egy magasabb együtthatóval rendelkező csapat ellen győztek, és az ellenfél együtthatóját hozták magukkal.

1. ↑  A Skënderbeu Korçë kizárása miatt, a sorsolás után került be

### 2. selejtezőkör, párosítások
| 1. csapat          | Össz.Tooltip Aggregate score | 2. csapat          | 1. mérk. | 2. mérk.   |
| ------------------ | ---------------------------- | ------------------ | -------- | ---------- |
| Qarabağ            | 3–1                          | F91 Dudelange      | 2–0      | 1–1        |
| Hapóél Beér-Seva   | 3–2                          | Sheriff Tiraspol   | 3–2      | 0–0        |
| Olimpija Ljubljana | 6–6 (i.g.)                   | Trenčín            | 3–4      | 3–2        |
| Red Bull Salzburg  | 3–0                          | Liepājas Metalurgs | 1–0      | 2–0        |
| Vardar             | 3–5                          | Dinamo Zagreb      | 1–2      | 2–3        |
| The New Saints     | 0–3                          | APÓEL              | 0–0      | 0–3        |
| Zrinjski Mostar    | 1–3                          | Legia Warszawa     | 1–1      | 0–2        |
| Ludogorec Razgrad  | 5–0                          | Mladost Podgorica  | 2–0      | 3–0        |
| Dinamo Tbiliszi    | 3–1                          | Alashkert          | 2–0      | 1–1        |
| Žalgiris           | 1–2                          | Asztana FK         | 0–0      | 1–2        |
| Partizani Tirana   | 2–2 (t. 3–1)                 | Ferencváros        | 1–1      | 1–1 (h.u.) |
| BATE Bariszav      | 4–2                          | SJK                | 2–0      | 2–2        |
| Valletta FC        | 2–4                          | Crvena zvezda      | 1–2      | 1–2        |
| Rosenborg          | 5–4                          | IFK Norrköping     | 3–1      | 2–3        |
| Dundalk FC         | 3–3 (i.g.)                   | FH                 | 1–1      | 2–2        |
| Lincoln Red Imps   | 1–3                          | Celtic             | 1–0      | 0–3        |
| Crusaders          | 0–9                          | FC København       | 0–3      | 0–6        |

### 2. selejtezőkör, mérkőzések
| 2016. július 12. 19:00 |

| Qarabağ                    | 2–0               | F91 Dudelange |
| -------------------------- | ----------------- | ------------- |
| Almeida 10' (11-esből) 27' | (2–0) Jegyzőkönyv |               |

| Tofik Bahramov Stadion, Baku (Azerbajdzsán) Játékvezető: Orel Grinfeeld (izraeli) |

| 2016. július 20. 18:00 |

| F91 Dudelange | 1–1               | Qarabağ        |
| ------------- | ----------------- | -------------- |
| N'Diaye 71'   | (0–0) Jegyzőkönyv | Reynaldo 90+4' |

| Stade Jos Nosbaum, Dudelange Játékvezető: Kevin Clancy (skót) |

| 2016. július 12. 19:50 |

| Hapóél Beér-Seva                                 | 3–2               | Sheriff Tiraspol                   |
| ------------------------------------------------ | ----------------- | ---------------------------------- |
| Ogu 43' Barda 52' (11-esből) Radi 90' (11-esből) | (1–1) Jegyzőkönyv | Ivancic 22' Aliti 26' Brezovec 64' |

| Teddy Stadium, Jeruzsálem (Izrael) Játékvezető: Carlos del Cerro Grande (spanyol) |

| 2016. július 19. 19:00 |

| Sheriff Tiraspol                                 | 3–2               | Hapóél Beér-Seva         |
| ------------------------------------------------ | ----------------- | ------------------------ |
| Ogu 43' Barda 52' (11-esből) Radi 90' (11-esből) | (1–1) Jegyzőkönyv | Ivančić 22' Brezovec 64' |

| Turner Stadium, Beér-Seva Játékvezető: Carlos del Cerro Grande (spanyol) |

| 2016. július 13. 20:30 |

| Olimpija Ljubljana               | 3–4               | Trenčín                                   |
| -------------------------------- | ----------------- | ----------------------------------------- |
| Velikonja 34' Zajc 43' Eleke 89' | (2–4) Jegyzőkönyv | Lawrence 3' Kalu 6' Janga 20' Holubek 32' |

| Stožice Stadion, Ljubljana (Szlovénia) Játékvezető: Ali Palabıyık (török) |

| 2016. július 20. 20:15 |

| Trenčín            | 2–3               | Olimpija Ljubljana              |
| ------------------ | ----------------- | ------------------------------- |
| Janga 13' Bero 20' | (2–2) Jegyzőkönyv | Kelhar 41' Eleke 45' Klinar 79' |

| Štadión pod Dubňom, Zsolna Játékvezető: João Capela (portugál) |

| 2016. július 12. 20:30 |

| Red Bull Salzburg | 1–0               | Liepājas Metalurgs |
| ----------------- | ----------------- | ------------------ |
| Soriano 83'       | (0–0) Jegyzőkönyv |                    |

| Red Bull Arena, Salzburg (Ausztria) Játékvezető: Enea Jorgji (albán) |

| 2016. július 19. 18:00 |

| Liepājas Metalurgs | 0–2               | Red Bull Salzburg        |
| ------------------ | ----------------- | ------------------------ |
|                    | (0–1) Jegyzőkönyv | Berisha 35' Bernardo 65' |

| Daugava Stadium, Liepāja Játékvezető: Jonathan Lardot (belga) |

| 2016. július 12. 20:45 |

| Vardar            | 1–2               | Dinamo Zagreb                  |
| ----------------- | ----------------- | ------------------------------ |
| Hambartsumyan 54' | (0–2) Jegyzőkönyv | Mijuskovic 21' (öngól) Rog 30' |

| II. Fülöp Stadion, Skopje (Macedónia) Játékvezető: Bobby Madley (angol) |

| 2016. július 20. 20:45 |

| Dinamo Zagreb                                   | 3–2               | Vardar                                 |
| ----------------------------------------------- | ----------------- | -------------------------------------- |
| Pjaca 55' (11-esből) 70' (11-esből) Machado 79' | (0–1) Jegyzőkönyv | Velkovski 39' Schildenfeld 62' (öngól) |

| Maksimir Stadion, Zágráb Játékvezető: Szergej Ivanov (orosz) |

| 2016. július 12. 20:00 |

| The New Saints | 0–0         | APÓEL |
| -------------- | ----------- | ----- |
|                | Jegyzőkönyv |       |

| Park Hall Stadium, Oswestry (Anglia) Játékvezető: Hugo Miguel (portugál) |

| 2016. július 19. 19:00 |

| APÓEL                                                    | 3–0               | The New Saints |
| -------------------------------------------------------- | ----------------- | -------------- |
| Alexandrou 54' Sotiriou 73' De Vincenti 90+5' (11-esből) | (0–0) Jegyzőkönyv |                |

| GSZP Stadion, Nicosia Játékvezető: Nikola Dabanović (montenegrói) |

| 2016. július 12. 18:30 |

| Zrinjski Mostar | 1–1               | Legia Warszawa |
| --------------- | ----------------- | -------------- |
| Katanec 57'     | (0–0) Jegyzőkönyv | Nikolić 49'    |

| Bijeli Brijeg Stadium, Mostar (Bosznia-Hercegovina) Játékvezető: Carlos Clos Gómez (spanyol) |

| 2016. július 19. 20:45 |

| Legia Warszawa             | 2–0               | Zrinjski Mostar |
| -------------------------- | ----------------- | --------------- |
| Nikolić 28' (11-esből) 62' | (1–0) Jegyzőkönyv |                 |

| Lengyel Hadsereg Stadion, Varsó Játékvezető: Nicolas Rainville (francia) |

| 2016. július 13. 19:30 |

| Ludogorec Razgrad              | 2–0               | Mladost Podgorica |
| ------------------------------ | ----------------- | ----------------- |
| Moti 13' (11-esből) Lukoki 26' | (2–0) Jegyzőkönyv |                   |

| Ludogorets Arena, Razgrad (bulgária) Játékvezető: Szergej Lapocskin (orosz) |

| 2016. július 19. 20:45 |

| Mladost Podgorica | 0–3               | Ludogorec Razgrad            |
| ----------------- | ----------------- | ---------------------------- |
|                   | (0–1) Jegyzőkönyv | Lukoki 39' 64' Wanderson 48' |

| City Stadium, Podgorica Játékvezető: Pol van Boekel (holland) |

| 2016. július 12. 19:00 |

| Dinamo Tbiliszi                          | 2–0               | Alashkert |
| ---------------------------------------- | ----------------- | --------- |
| Kiteishvili 55' Kvilitaia 69' (11-esből) | (0–0) Jegyzőkönyv |           |

| Borisz Paicsadze Stadion, Tbiliszi (Grúzia) Játékvezető: Sebastian Colțescu (román) |

| 2016. július 19. 17:00 |

| Alashkert     | 1–1               | Dinamo Tbiliszi |
| ------------- | ----------------- | --------------- |
| Gyozalyan 51' | (0–1) Jegyzőkönyv | Jigauri 21'     |

| Vazgen Sargsyan Republican Stadium, Jereván Játékvezető: Mohammed Al-Hakim (svéd) |

| 2016. július 13. 19:15 |

| Žalgiris Vilnius | 0–0         | Asztana FK |
| ---------------- | ----------- | ---------- |
|                  | Jegyzőkönyv |            |

| LFF Stadium, Vilnius (Litvánia) Játékvezető: Vlado Glođović (szerb) |

| 2016. július 20. 16:00 |

| Asztana FK       | 2–1               | Žalgiris Vilnius |
| ---------------- | ----------------- | ---------------- |
| Aničić 31' 90+2' | (1–0) Jegyzőkönyv | Elivelto 57'     |

| Asztana Arena, Asztana Játékvezető: Sandro Schäfer (svájci) |

| 2016. július 13. 20:00 |

| Partizani Tirana | 1–1               | Ferencváros |
| ---------------- | ----------------- | ----------- |
| Fili 47'         | (0–0) Jegyzőkönyv | Böde 71'    |

| Qemal Stafa Stadium, Tirana (Albánia) Játékvezető: Benoît Millot (francia) |

| 2016. július 20. 19:30 |

| Ferencváros              | 1–1 (h. u.)                 | Partizani Tirana         |
| ------------------------ | --------------------------- | ------------------------ |
| Gera 14' (11-esből)      | (1–1, 1–1, 1–1) Jegyzőkönyv | Hüsing 40' (öngól)       |
| Büntetőpárbaj            |                             |                          |
| Gera Šesták Nagy Ramírez | 1–3                         | Hoxha Vila Trashi Ekuban |

| Groupama Aréna, Budapest Játékvezető: Kristo Tohver (észt) |

| 2016. július 12. 20:00 |

| BATE Bariszav            | 2–0               | SJK |
| ------------------------ | ----------------- | --- |
| Kendysh 32' Rodionov 68' | (1–0) Jegyzőkönyv |     |

| Borisov Arena, Bariszav (Fehéroroszország) Játékvezető: Andris Treimanis (lett) |

| 2016. július 19. 19:00 |

| SJK                    | 2–2               | BATE Bariszav          |
| ---------------------- | ----------------- | ---------------------- |
| Ngueukam 44' Riski 61' | (1–2) Jegyzőkönyv | Karnitsky 15' Ríos 29' |

| OmaSP Stadion, Seinäjoki Játékvezető: Bastian Dankert (német) |

| 2016. július 12. 20:00 |

| Valletta FC | 1–2               | Crvena zvezda         |
| ----------- | ----------------- | --------------------- |
| Falcone 15' | (1–0) Jegyzőkönyv | Katai 66' Sikimic 75' |

| Hibernians Ground, Paola (Málta) Játékvezető: Alexander Harkam (osztrák) |

| 2016. július 19. 20:30 |

| Crvena zvezda        | 2–1               | Valletta FC |
| -------------------- | ----------------- | ----------- |
| Donald 30' Katai 76' | (1–1) Jegyzőkönyv | Caruana 11' |

| Red Star Stadium, Belgrád Játékvezető: Tore Hansen (norvég) |

| 2016. július 13. 19:15 |

| Rosenborg                                | 3–1               | IFK Norrköping |
| ---------------------------------------- | ----------------- | -------------- |
| Eyjolfsson 48' Helland 62' De Lanlay 65' | (0–0) Jegyzőkönyv | Andersson 70'  |

| Lerkendal Stadion, Trondheim (Norvégia) Játékvezető: Davide Massa (olasz) |

| 2016. július 20. 19:15 |

| IFK Norrköping              | 3–2               | Rosenborg                            |
| --------------------------- | ----------------- | ------------------------------------ |
| Andersson 57' 77' Nyman 59' | (0–1) Jegyzőkönyv | Gytkjær 36' (11-esből) De Lanlay 55' |

| Nya Parken, Norrköping Játékvezető: Craig Pawson (angol) |

| 2016. július 13. 20:45 |

| Dundalk FC   | 1–1               | FH         |
| ------------ | ----------------- | ---------- |
| McMillan 66' | (0–0) Jegyzőkönyv | Lennon 77' |

| Oriel Park, Dundalk (Írország) Játékvezető: Nikola Popov (bolgár) |

| 2016. július 20. 21:15 |

| FH                               | 2–2               | Dundalk FC       |
| -------------------------------- | ----------------- | ---------------- |
| Hewson 19' K. F. Finnbogason 78' | (1–0) Jegyzőkönyv | McMillan 52' 62' |

| Kaplakriki, Hafnarfjörður Játékvezető: Paolo Valeri (olasz) |

| 2016. július 12. 20:00 |

| Lincoln Red Imps | 1–0               | Celtic |
| ---------------- | ----------------- | ------ |
| Casciaro 48'     | (0–0) Jegyzőkönyv |        |

| Victoria Stadion, Gibraltár Játékvezető: Andreas Ekberg (svéd) |

| 2016. július 20. 20:45 |

| Celtic                               | 3–0               | Lincoln Red Imps |
| ------------------------------------ | ----------------- | ---------------- |
| Lustig 23' Griffiths 25' Roberts 29' | (3–0) Jegyzőkönyv |                  |

| Celtic Park, Glasgow Játékvezető: Bartosz Frankowski (lengyel) |

| 2016. július 13. 20:00 |

| Crusaders | 0–3               | FC København                        |
| --------- | ----------------- | ----------------------------------- |
|           | (0–2) Jegyzőkönyv | Santander 6' Cornelius 40' Falk 53' |

| Seaview, Belfast (Észak-Írország) Játékvezető: Stephan Klossner (svájci) |

| 2016. július 19. 19:15 |

| FC København                                                              | 6–0               | Crusaders |
| ------------------------------------------------------------------------- | ----------------- | --------- |
| Pavlović 15' Mitchell 45+1' (öngól) Cornelius 48' 76' Falk 58' Greguš 68' | (2–0) Jegyzőkönyv |           |

| Parken Stadion, Koppenhága Játékvezető: Ante Vučemilović-Šimunović (horvát) |

## 3. selejtezőkör

### 3. selejtezőkör, kiemelés
Ez a selejtezőkör két ágon zajlott, mely a bajnokcsapatoknak rendezett, valamint a bajnoki helyezés alapján induló csapatok selejtezőjéből állt. A párosítások győztesei a következő körbe léptek, míg a vesztes csapatok a 2016–2017-es Európa-liga rájátszásában folytatták.
Sorsolás előtt a csapatokra vonatkoztatott UEFA-együttható alapján sorba rendezték a résztvevőket, majd minden kiemelt csapathoz egy-egy kiemelés nélkülit párosítottak. A sorolást 2016. július 15-én tartották.
| Bajnokcsapatok                                                        | Bajnokcsapatok                                                                    | Bajnokcsapatok                                                                                | Bajnokcsapatok                                                                  | Bajnoki helyezés alapján részt vevő csapatok             | Bajnoki helyezés alapján részt vevő csapatok          |
| 1. csoport                                                            | 1. csoport                                                                        | 2. csoport                                                                                    | 2. csoport                                                                      | Bajnoki helyezés alapján részt vevő csapatok             | Bajnoki helyezés alapján részt vevő csapatok          |
| Kiemelt                                                               | Nem kiemelt                                                                       | Kiemelt                                                                                       | Nem kiemelt                                                                     | Kiemelt                                                  | Nem kiemelt                                           |
| --------------------------------------------------------------------- | --------------------------------------------------------------------------------- | --------------------------------------------------------------------------------------------- | ------------------------------------------------------------------------------- | -------------------------------------------------------- | ----------------------------------------------------- |
| Olimbiakósz Celtic (T) APÓEL (T) Legia Warszawa (T) Dinamo Zagreb (T) | Rosenborg (T) Asztana FK (T) Hapóél Beér-Seva (T) Dinamo Tbiliszi (T) Trenčín (T) | Viktoria Plzeň Red Bull Salzburg (T) BATE Bariszav (T) Ludogorec Razgrad (T) FC København (T) | Qarabağ (T) Astra Giurgiu Crvena zvezda (T) Dundalk FC (T) Partizani Tirana (T) | Sahtar Doneck Ajax Anderlecht Fenerbahçe SK Sparta Praha | PAÓK Steaua București AS Monaco Young Boys FK Rosztov |

Jegyzetek
- T: A 2. selejtezőkörből továbbjutott csapat, a sorsoláskor nem volt ismert.
- A dőlt betűvel írt csapatok a 2. selejtezőkörben egy magasabb együtthatóval rendelkező csapat ellen győztek, és az ellenfél együtthatóját hozták magukkal.

### 3. selejtezőkör, párosítások
| 1. csapat         | Össz.Tooltip Aggregate score | 2. csapat         | 1. mérk. | 2. mérk.   |
| ----------------- | ---------------------------- | ----------------- | -------- | ---------- |
| Bajnoki ág        |                              |                   |          |            |
| Rosenborg         | 2–4                          | APÓEL             | 2–1      | 0–3        |
| Dinamo Zagreb     | 3–0                          | Dinamo Tbiliszi   | 2–0      | 1–0        |
| Olimbiakósz       | 0–1                          | Hapóél Beér-Seva  | 0–0      | 0–1        |
| Asztana FK        | 2–3                          | Celtic            | 1–1      | 1–2        |
| Trenčín           | 0–1                          | Legia Warszawa    | 0–1      | 0–0        |
| Viktoria Plzeň    | 1–1 (i.g.)                   | Qarabağ           | 0–0      | 1–1        |
| Astra Giurgiu     | 1–4                          | FC København      | 1–1      | 0–3        |
| BATE Bariszav     | 1–3                          | Dundalk FC        | 1–0      | 0–3        |
| Ludogorec Razgrad | 6–4                          | Crvena zvezda     | 2–2      | 4–2 (h.u.) |
| Partizani Tirana  | 0–3                          | Red Bull Salzburg | 0–1      | 0–2        |
| Nem bajnoki ág    |                              |                   |          |            |
| Ajax              | 3–2                          | PAÓK              | 1–1      | 2–1        |
| Sparta Praha      | 1–3                          | Steaua București  | 1–1      | 0–2        |
| Sahtar Doneck     | 2–2 (t. 2–4)                 | Young Boys        | 2–0      | 0–2 (h.u.) |
| FK Rosztov        | 4–2                          | Anderlecht        | 2–2      | 2–0        |
| Fenerbahçe SK     | 3–4                          | AS Monaco         | 2–1      | 1–3        |

### 3. selejtezőkör, mérkőzések
| 2016. július 27. 19:15 |

| Rosenborg                  | 2–1               | APÓEL     |
| -------------------------- | ----------------- | --------- |
| Gytkjær 23' Skjelvik 45+1' | (2–0) Jegyzőkönyv | Efrem 67' |

| Lerkendal Stadion, Trondheim Játékvezető: Slavko Vinčić (szlovén) |

| 2016. augusztus 2. 19:00 |

| APÓEL                                           | 3–0               | Rosenborg |
| ----------------------------------------------- | ----------------- | --------- |
| Gianniotas 90+1' Vander 90+6' De Vincenti 90+9' | (0–0) Jegyzőkönyv |           |

| GSZP Stadion, Nicosia Játékvezető: Paweł Raczkowski (lengyel) |

| 2016. július 26. 20:45 |

| Dinamo Zagreb         | 2–0               | Dinamo Tbiliszi |
| --------------------- | ----------------- | --------------- |
| Soudani 39' Ćorić 42' | (2–0) Jegyzőkönyv |                 |

| Maksimir Stadion, Zágráb Játékvezető: Bobby Madden (skót) |

| 2016. augusztus 2. 19:00 |

| Dinamo Tbiliszi | 0–1               | Dinamo Zagreb |
| --------------- | ----------------- | ------------- |
|                 | (0–1) Jegyzőkönyv | Rog 8'        |

| Borisz Paicsadze Stadion, Tbiliszi Játékvezető: Miroslav Zelinka (cseh) |

| 2016. július 27. 20:45 |

| Olimbiakósz | 0–0         | Hapóél Beér-Seva |
| ----------- | ----------- | ---------------- |
|             | Jegyzőkönyv |                  |

| Karaiszkákisz Stadion, Pireusz Játékvezető: Jorge Sousa (portugál) |

| 2016. augusztus 3. 20:00 |

| Hapóél Beér-Seva | 1–0               | Olimbiakósz |
| ---------------- | ----------------- | ----------- |
| Tzedek 79'       | (0–0) Jegyzőkönyv |             |

| Turner Stadium, Beér-Seva Játékvezető: Benoît Bastien (francia) |

| 2016. július 27. 16:00 |

| Asztana FK     | 1–1               | Celtic        |
| -------------- | ----------------- | ------------- |
| Logvinenko 19' | (1–0) Jegyzőkönyv | Griffiths 78' |

| Asztana Arena, Asztana Játékvezető: Paolo Mazzoleni (olasz) |

| 2016. augusztus 3. 20:45 |

| Celtic                                              | 2–1               | Asztana FK  |
| --------------------------------------------------- | ----------------- | ----------- |
| Griffiths 45+3' (11-esből) Dembélé 90+1' (11-esből) | (1–0) Jegyzőkönyv | Ibraimi 62' |

| Celtic Park, Glasgow Játékvezető: Kovács István (román) |

| 2016. július 27. 20:30 |

| Trenčín | 0–1               | Legia Warszawa |
| ------- | ----------------- | -------------- |
|         | (0–0) Jegyzőkönyv | Nikolić 69'    |

| Štadión pod Dubňom, Zsolna Játékvezető: Aleksei Kulbakov (fehérorosz) |

| 2016. augusztus 3. 20:45 |

| Legia Warszawa | 0–0         | Trenčín |
| -------------- | ----------- | ------- |
|                | Jegyzőkönyv |         |

| Lengyel Hadsereg Stadion, Varsó Játékvezető: Vladislav Bezborodov (orosz) |

| 2016. július 26. 20:15 |

| Viktoria Plzeň | 0–0         | Qarabağ |
| -------------- | ----------- | ------- |
|                | Jegyzőkönyv |         |

| Doosan Arena, Plzeň Játékvezető: Alekszandar Sztavrev (macedón) |

| 2016. augusztus 2. 18:30 |

| Qarabağ    | 1–1               | Viktoria Plzeň |
| ---------- | ----------------- | -------------- |
| Muarem 28' | (1–0) Jegyzőkönyv | Krmenčík 85'   |

| Tofik Bahramov Stadion, Baku Játékvezető: Hüseyin Göçek (török) |

| 2016. július 27. 19:30 |

| Astra Giurgiu | 1–1               | FC København |
| ------------- | ----------------- | ------------ |
| Teixeira 7'   | (1–0) Jegyzőkönyv | Delaney 64'  |

| Stadionul Marin Anastasovici, Giurgiu Játékvezető: Vad István (magyar) |

| 2016. augusztus 3. 19:45 |

| FC København                      | 3–0               | Astra Giurgiu |
| --------------------------------- | ----------------- | ------------- |
| Cornelius 14' 45+2' Santander 34' | (3–0) Jegyzőkönyv |               |

| Parken Stadion, Koppenhága Játékvezető: Liran Liany (izraeli) |

| 2016. július 26. 20:00 |

| BATE Bariszav  | 1–0               | Dundalk FC |
| -------------- | ----------------- | ---------- |
| Gordeichuk 70' | (0–0) Jegyzőkönyv |            |

| Borisov Arena, Bariszav Játékvezető: Yevhen Aranovsky (ukrán) |

| 2016. augusztus 2. 21:00 |

| Dundalk FC                  | 3–0               | BATE Bariszav |
| --------------------------- | ----------------- | ------------- |
| McMillan 44' 59' Benson 90' | (1–0) Jegyzőkönyv |               |

| Tallaght Stadium, Dublin Játékvezető: Jakob Kehlet (dán) |

| 2016. július 26. 20:00 |

| Ludogorec Razgrad   | 2–2               | Crvena zvezda       |
| ------------------- | ----------------- | ------------------- |
| Cafu 43' Keșerü 76' | (1–0) Jegyzőkönyv | Katai 48' Kanga 66' |

| Ludogorets Arena, Razgrad Játékvezető: Martin Strömbergsson (svéd) |

| 2016. augusztus 2. 20:30 |

| Crvena zvezda                    | 2–4                         | Ludogorec Razgrad              |
| -------------------------------- | --------------------------- | ------------------------------ |
| Donald 17' Ibáñez 62' (11-esből) | (1–2, 2–2, 2–4) Jegyzőkönyv | Cafu 24' Wanderson 40' 92' 97' |

| Red Star Stadium, Belgrád Játékvezető: Luca Banti (olasz) |

| 2016. július 26. 20:00 |

| Partizani Tirana | 0–1               | Red Bull Salzburg      |
| ---------------- | ----------------- | ---------------------- |
|                  | (0–0) Jegyzőkönyv | Soriano 70' (11-esből) |

| Elbasan Aréna, Elbasan Játékvezető: Michael Oliver (angol) |

| 2016. augusztus 3. 20:30 |

| Red Bull Salzburg         | 2–0               | Partizani Tirana |
| ------------------------- | ----------------- | ---------------- |
| Soriano 76' Wanderson 81' | (0–0) Jegyzőkönyv |                  |

| Red Bull Arena, Wals-Siezenheim Játékvezető: Ivan Kružliak (szlovák) |

| 2016. július 26. 20:45 |

| Ajax        | 1–1               | PAÓK       |
| ----------- | ----------------- | ---------- |
| Dolberg 58' | (0–1) Jegyzőkönyv | Djalma 27' |

| Amsterdam ArenA, Amszterdam Játékvezető: Javier Estrada Fernández (spanyol) |

| 2016. augusztus 3. 20:30 |

| PAÓK            | 1–2               | Ajax                          |
| --------------- | ----------------- | ----------------------------- |
| Athanasiadis 4' | (1–1) Jegyzőkönyv | Klaassen 45+1' (11-esből) 88' |

| Túmbasz Stadion, Szaloniki Játékvezető: Anthony Taylor (angol) |

| 2016. július 26. 20:00 |

| Sparta Praha | 1–1               | Steaua București |
| ------------ | ----------------- | ---------------- |
| Šural 35'    | (1–0) Jegyzőkönyv | Stanciu 75'      |

| Generali Arena, Prága Játékvezető: Daniel Siebert (német) |

| 2016. augusztus 3. 19:45 |

| Steaua București | 2–0               | Sparta Praha |
| ---------------- | ----------------- | ------------ |
| Stanciu 31' 62'  | (1–0) Jegyzőkönyv |              |

| Arena Națională, Bukarest Játékvezető: Danny Makkelie (holland) |

| 2016. július 26. 20:45 |

| Sahtar Doneck             | 2–0               | Young Boys |
| ------------------------- | ----------------- | ---------- |
| Bernard 27' Seleznyov 75' | (1–0) Jegyzőkönyv |            |

| Arena Lviv, Lviv Játékvezető: Serdar Gözübüyük (holland) |

| 2016. augusztus 3. 20:15 |

| Young Boys                           | 2–0 (h. u.)                 | Sahtar Doneck              |
| ------------------------------------ | --------------------------- | -------------------------- |
| Kubo 54' 60'                         | (0–0, 2–0, 2–0) Jegyzőkönyv |                            |
| Büntetőpárbaj                        |                             |                            |
| Hoarau Kubo Hadergjonaj Rochat Gajić | 4–2                         | Srna Fred Rakitskiy Marlos |

| Stade de Suisse, Bern Játékvezető: Ruddy Buquet (francia) |

| 2016. július 26. 20:30 |

| FK Rosztov                         | 2–2               | Anderlecht             |
| ---------------------------------- | ----------------- | ---------------------- |
| Ezatolahi 16' Poloz 60' (11-esből) | (1–1) Jegyzőkönyv | Hanni 3' Tielemans 52' |

| Olimp-2, Rosztov-na-Donu Játékvezető: Luca Banti (olasz) |

| 2016. augusztus 3. 20:45 |

| Anderlecht | 0–2               | FK Rosztov          |
| ---------- | ----------------- | ------------------- |
|            | (0–1) Jegyzőkönyv | Noboa 28' Azmun 47' |

| Constant Vanden Stock Stadion, Brüsszel Játékvezető: Matej Jug (szlovén) |

| 2016. július 27. 20:30 |

| Fenerbahçe SK   | 2–1               | AS Monaco  |
| --------------- | ----------------- | ---------- |
| Emenike 39' 61' | (1–1) Jegyzőkönyv | Falcao 42' |

| Şükrü Saracoğlu Stadion, Isztambul Játékvezető: Jesús Gil Manzano (spanyol) |

| 2016. augusztus 3. 20:45 |

| AS Monaco                            | 3–1               | Fenerbahçe SK |
| ------------------------------------ | ----------------- | ------------- |
| Germain 3' 65' Falcao 18' (11-esből) | (2–0) Jegyzőkönyv | Emenike 54'   |

| II. Lajos Stadion, Monaco Játékvezető: Artur Soares Dias (portugál) |

## Rájátszás

### Rájátszás, kiemelés
A harmadik selejtezőkörhöz hasonlóan a rájátszás is két ágon zajlott. A 3. selejtezőkör 10 továbbjutója játszott a bajnokok ligája-csoportkörbe kerülésért. A párosítások továbbjutói a bajnokok-ligája csoportkörébe jutottak, míg a vesztes csapatok a 2016–2017-es Európa-liga csoportkörében folytatták.
Sorsolás előtt a csapatokra vonatkoztatott UEFA-együttható alapján sorba rendezték a résztvevőket, majd minden kiemelt csapathoz egy-egy kiemelés nélkülit párosítottak. A sorolást 2016. augusztus 5-én tartották.
| Bajnokcsapatok                                               | Bajnokcsapatok                                                           | Bajnoki helyezés alapján részt vevő csapatok                         | Bajnoki helyezés alapján részt vevő csapatok                 |
| Kiemelt                                                      | Nem kiemelt                                                              | Kiemelt                                                              | Nem kiemelt                                                  |
| ------------------------------------------------------------ | ------------------------------------------------------------------------ | -------------------------------------------------------------------- | ------------------------------------------------------------ |
| Viktoria Plzeň Red Bull Salzburg Celtic APÓEL Legia Warszawa | Dinamo Zagreb Ludogorec Razgrad FC København Hapóél Beér-Seva Dundalk FC | Manchester City FC Porto Villarreal CF Ajax Borussia Mönchengladbach | AS Roma Steaua București AS Monaco BSC Young Boys FK Rosztov |

### Rájátszás, párosítások
| 1. csapat         | Össz.Tooltip Aggregate score | 2. csapat                | 1. mérk. | 2. mérk.   |
| ----------------- | ---------------------------- | ------------------------ | -------- | ---------- |
| Bajnoki ág        |                              |                          |          |            |
| Ludogorec Razgrad | 4–2                          | Viktoria Plzeň           | 2–0      | 2–2        |
| Celtic            | 5–4                          | Hapóél Beér-Seva         | 5–2      | 0–2        |
| FC København      | 2–1                          | APÓEL                    | 1–0      | 1–1        |
| Dundalk FC        | 1–3                          | Legia Warszawa           | 0–2      | 1–1        |
| Dinamo Zagreb     | 3–2                          | Red Bull Salzburg        | 1–1      | 2–1 (h.u.) |
| Nem bajnoki ág    |                              |                          |          |            |
| Steaua București  | 0–6                          | Manchester City          | 0–5      | 0–1        |
| FC Porto          | 4–1                          | AS Roma                  | 1–1      | 3–0        |
| Ajax              | 2–5                          | FK Rosztov               | 1–1      | 1–4        |
| Young Boys        | 2–9                          | Borussia Mönchengladbach | 1–3      | 1–6        |
| Villarreal CF     | 1–3                          | AS Monaco                | 1–2      | 0–1        |

### Rájátszás, mérkőzések
| 2016. augusztus 17. 20:45 |

| Ludogorec Razgrad                | 2–0               | Viktoria Plzeň |
| -------------------------------- | ----------------- | -------------- |
| Moți 51' (11-esből) Misidjan 64' | (0–0) Jegyzőkönyv |                |

| Vasil Levski National Stadium, Szófia Játékvezető: Mark Clattenburg (angol) |

| 2016. augusztus 23. 20:45 |

| Viktoria Plzeň      | 2–2               | Ludogorec Razgrad         |
| ------------------- | ----------------- | ------------------------- |
| Ďuriš 7' Matějů 64' | (1–1) Jegyzőkönyv | Misidjan 17' Keșerü 90+5' |

| Doosan Arena, Plzeň Játékvezető: Alberto Undiano Mallenco (spanyol) |

| 2016. augusztus 17. 20:45 |

| Celtic                                             | 5–2               | Hapóél Beér-Seva          |
| -------------------------------------------------- | ----------------- | ------------------------- |
| Rogić 9' Griffiths 39' 45+1' Dembélé 73' Brown 85' | (3–0) Jegyzőkönyv | Maranhão 55' Melikson 57' |

| Celtic Park, Glasgow Játékvezető: Damir Skomina (szlovén) |

| 2016. augusztus 23. 20:45 |

| Hapóél Beér-Seva    | 2–0               | Celtic |
| ------------------- | ----------------- | ------ |
| Sahar 21' Hoban 48' | (1–0) Jegyzőkönyv |        |

| Turner Stadium, Beér-Seva Játékvezető: Bas Nijhuis (holland) |

| 2016. augusztus 16. 20:45 |

| FC København | 1–0               | APÓEL |
| ------------ | ----------------- | ----- |
| Pavlović 43' | (1–0) Jegyzőkönyv |       |

| Parken Stadion, Koppenhága Játékvezető: Pavel Královec (cseh) |

| 2016. augusztus 24. 20:45 |

| APÓEL        | 1–1               | FC København  |
| ------------ | ----------------- | ------------- |
| Sotiriou 69' | (0–0) Jegyzőkönyv | Santander 86' |

| GSZP Stadion, Nicosia Játékvezető: Gianluca Rocchi (olasz) |

| 2016. augusztus 17. 20:45 |

| Dundalk FC | 0–2               | Legia Warszawa                        |
| ---------- | ----------------- | ------------------------------------- |
|            | (0–0) Jegyzőkönyv | Nikolić 56' (11-esből) Prijović 90+4' |

| Aviva Stadion, Dublin Játékvezető: Deniz Aytekin (német) |

| 2016. augusztus 23. 20:45 |

| Legia Warszawa   | 1–1               | Dundalk FC |
| ---------------- | ----------------- | ---------- |
| Kucharczyk 90+2' | (0–1) Jegyzőkönyv | Benson 19' |

| Lengyel Hadsereg Stadion, Varsó Játékvezető: Svein Oddvar Moen (norvég) |

| 2016. augusztus 16. 20:45 |

| Dinamo Zagreb      | 1–1               | Red Bull Salzburg |
| ------------------ | ----------------- | ----------------- |
| Rog 76' (11-esből) | (0–0) Jegyzőkönyv | Lazaro 59'        |

| Maksimir Stadion, Zágráb Játékvezető: Anasztásziosz Szidirópulosz (görög) |

| 2016. augusztus 24. 20:45 |

| Red Bull Salzburg | 1–2 (h. u.)                 | Dinamo Zagreb             |
| ----------------- | --------------------------- | ------------------------- |
| Lazaro 22'        | (1–0, 1–1, 1–2) Jegyzőkönyv | Fernandes 87' Soudani 95' |

| Red Bull Arena, Wals-Siezenheim Játékvezető: Craig Thomson (skót) |

| 2016. augusztus 16. 20:45 |

| Steaua București | 0–5               | Manchester City                         |
| ---------------- | ----------------- | --------------------------------------- |
|                  | (0–2) Jegyzőkönyv | Silva 13' Agüero 41' 78' 85' Nolito 49' |

| Arena Națională, Bukarest Játékvezető: Daniele Orsato (olasz) |

| 2016. augusztus 24. 20:45 |

| Manchester City | 1–0               | Steaua București |
| --------------- | ----------------- | ---------------- |
| Delph 56'       | (0–0) Jegyzőkönyv |                  |

| City of Manchester Stadion, Manchester Játékvezető: Paweł Gil (lengyel) |

| 2016. augusztus 17. 20:45 |

| FC Porto             | 1–1               | AS Roma            |
| -------------------- | ----------------- | ------------------ |
| Silva 61' (11-esből) | (0–1) Jegyzőkönyv | Felipe 21' (öngól) |

| Estádio do Dragão, Porto Játékvezető: Björn Kuipers (holland) |

| 2016. augusztus 23. 20:45 |

| AS Roma | 0–3               | FC Porto                       |
| ------- | ----------------- | ------------------------------ |
|         | (0–1) Jegyzőkönyv | Felipe 8' Layún 73' Corona 75' |

| Stadio Olimpico, Róma Játékvezető: Szymon Marciniak (lengyel) |

| 2016. augusztus 16. 20:45 |

| Ajax                    | 1–1               | FK Rosztov |
| ----------------------- | ----------------- | ---------- |
| Klaassen 38' (11-esből) | (1–1) Jegyzőkönyv | Noboa 13'  |

| Amsterdam ArenA, Amszterdam Játékvezető: William Collum (skót) |

| 2016. augusztus 24. 20:45 |

| FK Rosztov                                | 4–1               | Ajax                    |
| ----------------------------------------- | ----------------- | ----------------------- |
| Azmun 34' Jerohin 52' Noboa 60' Poloz 66' | (1–0) Jegyzőkönyv | Klaassen 84' (11-esből) |

| Olimp-2, Rosztov-na-Donu Játékvezető: Milorad Mažić (szerb) |

| 2016. augusztus 16. 20:45 |

| Young Boys    | 1–3               | Borussia Mönchengladbach |
| ------------- | ----------------- | ------------------------ |
| Sulejmani 56' | (0–1) Jegyzőkönyv | Raffael 11' 69' Hahn 67' |

| Stade de Suisse, Bern Játékvezető: Nicola Rizzoli (olasz) |

| 2016. augusztus 24. 20:45 |

| Borussia Mönchengladbach              | 6–1               | Young Boys |
| ------------------------------------- | ----------------- | ---------- |
| Hazard 9' 64' 84' Raffael 33' 40' 77' | (3–0) Jegyzőkönyv | Ravet 79'  |

| Borussia-Park Stadion, Mönchengladbach Játékvezető: Andre Marriner (angol) |

| 2016. augusztus 17. 20:45 |

| Villarreal CF | 1–2               | AS Monaco                       |
| ------------- | ----------------- | ------------------------------- |
| Pato 36'      | (1–1) Jegyzőkönyv | Fabinho 3' (11-esből) Silva 72' |

| Estadio El Madrigal, Vila-real Játékvezető: Felix Brych (német) |

| 2016. augusztus 23. 20:45 |

| AS Monaco                | 1–0               | Villarreal CF |
| ------------------------ | ----------------- | ------------- |
| Fabinho 90+1' (11-esből) | (0–0) Jegyzőkönyv |               |

| II. Lajos Stadion, Monaco Játékvezető: Jonas Eriksson (svéd) |